# Nicolò Gavotti
Nicolò Gavotti (1819 – Albissola, 17 marzo 1890) è stato un politico italiano.

## Biografia
Fu deputato del Regno di Sardegna in due legislature, precisamente nella III e nella IV.